# 제임스 W. 마셜
제임스 윌리엄 마셜(James William Marshall, 1810년 10월 8일 ~ 1885년 8월 10일)은 미국의 목수이다. 1848년 1월 24일, 캘리포니아의 아메리칸 강을 따라 사금을 발견하여, 캘리포니아 골드 러시의 계기가 되었다. 당시 제제소는 존 서터의 소유였는데 그는 제제소를 건설하기 위해 마셜을 고용하고 있었다.

## 생애

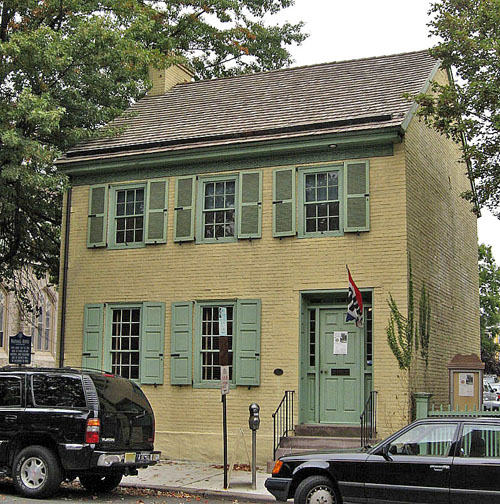
소년 시절에 살았던 집

잉글랜드계의 후손이었던 제임스 윌슨 마셜은 1808년 결혼했던 필립 마셜과 새라 윌슨과의 사이에서 뉴저지주 호프웰타운쉽(당시는 헌터든 군의 일부였고, 현재는 머서 군의 일부)의 농장에서 1810년 10월 8일 4남매 중 장남이자 독자로 태어났다. 집안의 농장은 라운드 마운틴 농장으로 알려져 있었고, 지금도 마셜의 코너라고 알려져 있다. 1816년 마샬의 가족은 램버트빌 근처로 다시 이사를 했으며, 그곳에서 아버지 필립은 약 5에이커 정도의 땅에 집을 지었다.
1834년, 아버지 필립이 사망하면서 제임스는 뉴저지주를 떠나 인디애나주, 일리노이주 등지를 돌아다녔다. 그러다가 1844년 미주리주에 정착하였고, 미주리 강을 따라 농사를 지었다. 그러나 말라리아에 걸리게 되었고, 의사의 충고에 따라 건강이 나아지길 바라면서 오리건주로 향하게 되었다. 오리건 주로 향하던 1845년 7월, 존 서터가 개척한 캘리포니아의 서터스 포트에 도착하였다. 그 곳에서 존 서터와 만나, 새크라멘토강을 따라 땅과 가축을 받고 농사를 다시 시작하게 된다.
직후, 멕시코-미국 전쟁이 1846년 5월에 발발했다. 마샬은 곰깃발폭동이 벌어지는 동안 자원입대를 하여 존 C. 프리몬트 대위의 캘리포니아 중대에서 복무를 했다. 1847년초 그의 중대를 떠나, 농장으로 돌아 왔을 때, 그는 가축들이 모두 도망가거나 도난당한 것을 발견했다. 그의 유일한 수입원들이 사라져 버렸기 때문에, 마샬은 땅을 잃게 되었다.
마셜은 제재소 건설을 위해 서터와 동업하였고, 공장의 업무를 총괄하면서 통나무 일부를 받기로 되어 있었다. 그는 서터스 포트에서 64km 상류에 위치한 곳에 공장을 건설했다. 상류에 공장을 건설했지만 공장의 수차에서 물을 배출하는 홈이 낮았기 때문에 아메리칸 강 수력으로 굴착하기로 하고, 매일 아침 굴착 결과를 조사했다.

## 황금의 발견

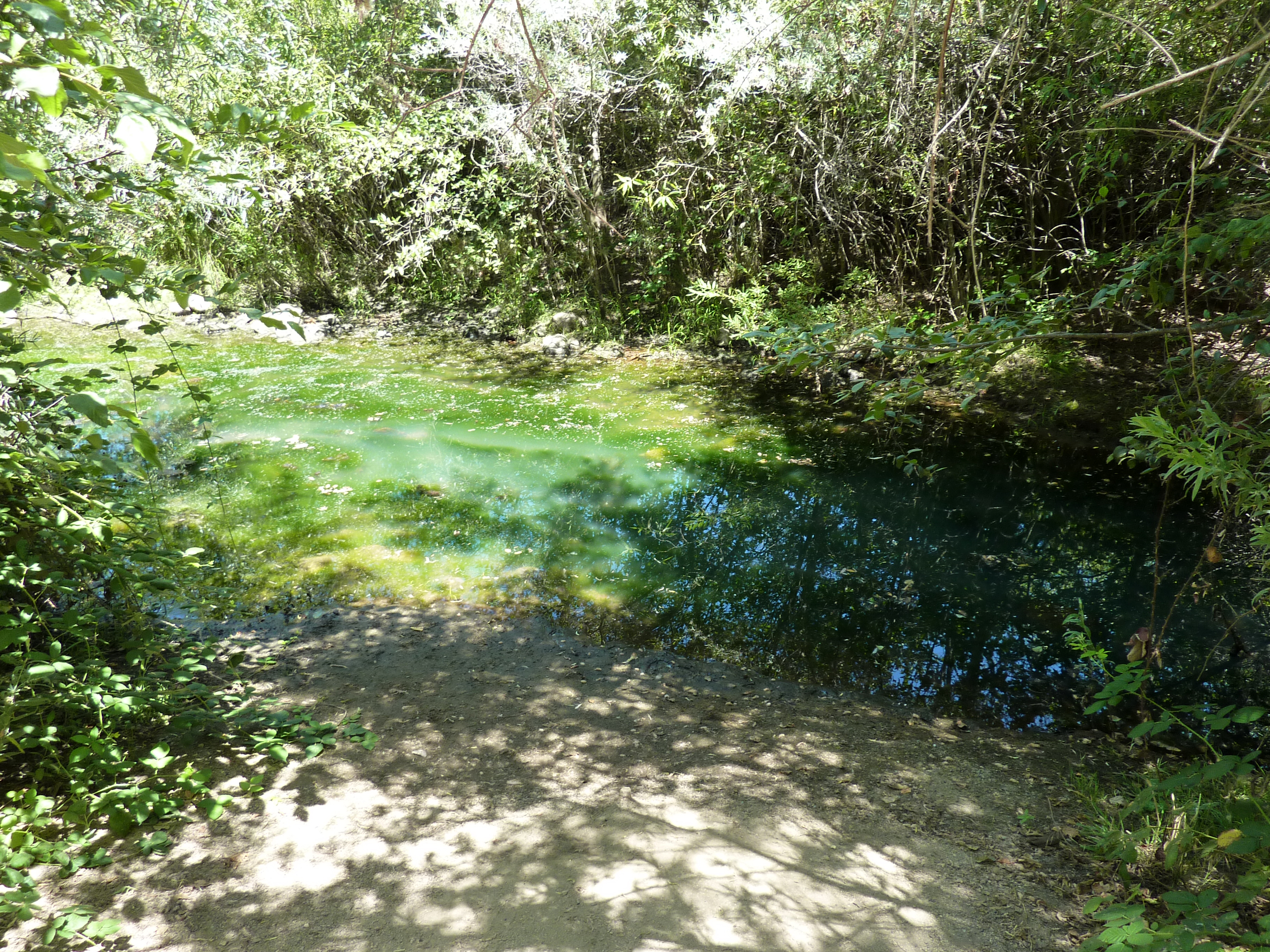
캘리포니아 골드 러시를 시작하게 한 마샬의 최초 황금 발견지 실제 장소

1848년 1월 24일 아침, 마샬은 수차 바닥을 조사하다가 몇 가지 빛나는 물질을 발견했다. 이후 마샬에 의해 다음과 같이 설명되었다.
| “ | 내가 한 두 조각을 집어들고 유심히 보았습니다. 광물에 대한 일반적인 지식은 가지고 있었지만, 이것을 닮은 두 가지 이상을 떠올릴 순 없었습니다. 매우 밝게 빛나는 황화철과 두들겨 펼 수 있는 밝은 금이었죠. 그래서 두 바위 사이에 펴보았고, 다른 모양으로 두들길 수 있다는 것을 알게 되었지만, 깨지진 않았죠. 그래서 네댓 조각을 더 집어다가 손에 들고 (방앗간 수차를 만드는 목수인) 스콧 씨에게 갔습니다. 그리고 "뭔가를 발견했소!"라고 했죠. "뭘요?" 스콧이 물었습니다. "금이요"라고 내가 대답했죠. "저런! 그럴 리가 있나"라고 스콧이 응답했어요. 난 말했죠. “그것 외엔 다른 걸 몰라요” | ” |

마샬의 직원들이 잿물 용해액에 담궈서 끓이는 실험을 한 후, 유연성 실험을 위해 망치질을 해본 후에 그 금속이 금이라는 확신이 굳어졌다. 마샬은 여전히 제제소의 완성에 대해 우려를 했지만, 쉬는 시간에 금을 찾았다는 말을 직원들에게 시인했다.
마샬이 4일 후 서터스 포트로 돌아왔을 때, 전쟁은 끝이났고, 캘리포니아는 막 미국의 소유가 되었다. 마샬의 자신의 발견을 서터에게 알렸으며, 그는 그 금에 대해서 좀 더 실험을 해보고서는 마샬에게 적어도 23 캐럿(순도 96%)의 최고급 품질의 금이라고 말했다.
금을 발견했다는 소식은 곧 전 세계에 퍼졌다. 많은 사람들이 캘리포니아로 몰려 들었고 마샬은 땅에서 쫓겨났다.
1857년에 콜로마로 돌아와 포도원을 시작했지만 결국 실패했다. 그 후, 금광에서 금을 찾기 시작했지만, 아무것도 찾지 못하고 파산했다. 1872년 캘리포니아주 정부는 역사에서 중요한 역할을 인정하여 마샬에게 2년간 연금을 주었다. 1874년, 1876년에 갱신되었지만 1878년에 중단되었다.
1885년 8월 10일 캘리포니아주 켈시에서 사망했다. 시신은 콜로마로 옮겨져 포도원을 소유하고 있던 장소에 묻혔다. 아메리칸 강의 지류를 내려다 볼 수 있는 언덕에 무덤이 있다. 1890년 5월에 기념비가 세워졌다. 기념비가 서 있는 곳에는 금이 발견된 위치를 보는 마샬의 동상이 서 있다. 1927년, 캘리포니아주 정부는 포도원이 있었던 1 에이커의 부지를 〈마샬 금 발견 주립 역사 공원〉(Marshall Gold Discovery State Historic Park)으로 명명했다. 현재 마샬이 어렸을 때 살았던 집은 보존되고 램버트 빌 역사 학회의 본부로 공개되어 있다. 마샬과 관련된 물품이나 램버트 빌의 역사에 관한 것 등이 전시되어 있다.